# Herrania balaensis
Herrania balaensis é uma espécie de angiospérmica da família Sterculiaceae.
Apenas pode ser encontrada no Equador.
Os seus habitats naturais são: florestas subtropicais ou tropicais húmidas de baixa altitude.